# Österreichischer Kommissar in der Europäischen Kommission
Als Mitgliedsstaat der Europäischen Union entsendet die Republik Österreich – gleich den anderen Mitgliedsstaaten – einen Kommissar in die Europäische Kommission. Vergleichbar mit einem Minister in einer Regierung ist dieser für ein bestimmtes Ressort in der Kommission zuständig. Durch die Verträge von Nizza und von Lissabon wäre es nicht mehr vorgesehen, dass jedem Mitgliedsstaat ein Kommissar zukommen würde. Aufgrund des Beschlusses des Europäischen Rats vom 22. Mai 2013 wird diese Praxis allerdings weiterhin fortgeführt.

## Bestellung
Seit dem Beitritt der Republik Österreich zur Europäischen Union im Jahr 1995 entsendet diese einen Kommissar in die Europäische Kommission. Die Nominierung eines Kandidaten für dieses Amt erfolgt in Österreich nach Vorschlag der Bundesregierung in Konsultation mit dem Hauptausschuss des Nationalrates durch Beschluss des Ministerrates und des Hauptausschusses. Die Nominierten aus allen Mitgliedsstaaten müssen in Folge vom Europäischen Parlament gewählt werden damit sie ihr Amt als Kommissar antreten können. Da der Kommission der Präsident der Europäischen Kommission vorsteht, der für die Ressortverteilung zuständig ist und einzelne Kommissare entlassen kann, erfolgt die Nominierung eines Kandidaten üblicherweise in Abstimmung mit dem  (designierten) Kommissionspräsidenten.

## Österreichische EU-Kommissare
| Kommissar | Kommissar              | Lebensdaten                                          | Partei    | Ressort | Kommissionsbezeichnung             | Amtszeit    |
| --------- | ---------------------- | ---------------------------------------------------- | --------- | --- | ---------------------------------- | ----------- |
|           | Franz Fischler         | * 23. September 1946 in Absam, Tirol                 | ÖVP (EVP) | Landwirtschaft und ländliche Entwicklung, sowie Fischerei ab 1999                                                                             | Santer Marín Prodi                 | 1995 – 2004 |
|           | Benita Ferrero-Waldner | * 5. September 1948 in Salzburg, Bundesland Salzburg | ÖVP (EVP) | Außenbeziehungen und Europäische Nachbarschaftspolitik von 2004 bis 2009 Handel von 2009 bis 2010                                             | Barroso I                          | 2004 – 2010 |
|           | Johannes Hahn          | * 2. Dezember 1957 in Wien                           | ÖVP (EVP) | Regionalpolitik von 2010 bis 2014 Erweiterung und Europäische Nachbarschaftspolitik von 2014 bis 2019 Haushalt & Verwaltung von 2019 bis 2024 | Barroso II Juncker Von der Leyen I | 2010 – 2024 |
|           | Magnus Brunner         | * 6. Mai 1972 in Höchst, Vorarlberg                  | ÖVP (EVP) | Innere Angelegenheiten und Migration | Von der Leyen II                   | ab 2024     |

## Wissenswertes
- Bislang entfielen alle österreichischen Kommissare auf die nationale Partei der ÖVP und gehörten somit der Europapartei der EVP an.
- Alle bisherigen österreichischen EU-Kommissare waren vormals Minister in einer österreichischen Bundesregierung.
- Die längste Zeit als österreichisches Mitglied der Europäischen Kommission entfällt auf Johannes Hahn mit 14 Jahren.